# (100886) 1998 HR108
(100886) 1998 HR108 es un asteroide perteneciente al cinturón de asteroides, región del sistema solar que se encuentra entre las órbitas de Marte y Júpiter, descubierto el 23 de abril de 1998 por el equipo del Lincoln Near-Earth Asteroid Research desde el Laboratorio Lincoln, Socorro, Nuevo México, Estados Unidos.

## Características orbitales
1998 HR108 está situado a una distancia media del Sol de 2,321 ua, pudiendo alejarse hasta 2,761 ua y acercarse hasta 1,882 ua. Su excentricidad es 0,189 y la inclinación orbital 7,400 grados. Emplea 1292,17 días en completar una órbita alrededor del Sol.

## Características físicas
La magnitud absoluta de 1998 HR108 es 15,8. 